# Вінтаж (гурт)
«Вінтаж» — російська поп-група, до складу якої (з 2006 по 2016 і 2018 роки) входять її засновники — вокалістка Ганна Плетньова і співак, композитор і саунд-продюсер Олексій Романоф; крім того, в ній брали участь танцівниці Мія (Ольга Березуцька; 2006—2008) і Світлана Іванова (2008—2011). Після тимчасового уходу Анни і Олексія і до їх повернення (з 2016 по 2017 рр.) група складалася з чотирьох вокалісток — Євгенії Полікарпової, Ганни Корнильової, Анастасії Крескіної і Анастасії Козаку.
З моменту свого створення група видала шість студійних альбомів: «Криминальная любовь», SEX, «Анечка», Very Dance, Decamerone и «Навсегда». Також група випустила 23 радіосингла, сім з яких очолили російський радіочарт, протримавшись на 1-му місці в загальній складності 23 тижні. «Вінтаж» стала найбільш ротованою групою з моменту введення російського радіочарту. Два роки поспіль група потрапляла до п'ятірки найбільш ротованих артистів року, а в 2009 році зайняла перше місце. Колектив отримав комерційний успіх з синглами «Плохая девочка», «Одиночество любви», «Ева», «Роман», «Деревья», «Москва», «Знак Водолея», «Когда рядом ты», які стали успішними в сфері цифрових продажів.
Музичним стилем групи став євро-поп, змішаний з різними стилями музики (електроніка, данс-поп, психоделічний поп і т. д.), в який привносилися елементи, як класичної музики, так і з образів російської та зарубіжної популярної культури, навіяних Мадонною, Майклом Джексоном, Одрі Хепберн, Софі Лорен, Євою Польною і Enigma.
Гурт є лауреатом та номінантом таких музичних премій, як RMA, Премія Муз-ТВ, «Золотий грамофон», Премія RU.TV і «Степовий вовк». З 2008 року «Вінтаж» є щорічними лауреатами фестивалю «Пісня року». У 2011, 2012 і в 2013 році було визнано найкращою групою на премії «ZD Awards» за версією газети «Московський комсомолець».

## Історія

### 2006: створення групи

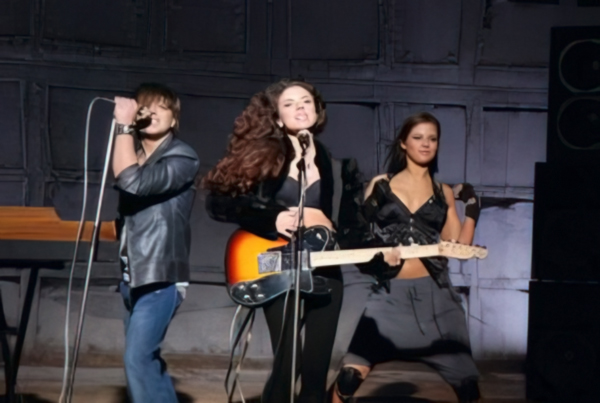
Група на зйомках кліпу «Целься»

Група «Вінтаж» була утворена екс-солісткою групи «Ліцей» Ганною Плетньовою та колишнім солістом групи «Амега» Олексієм Романоф у середині 2006 року. Історія виникнення групи з вуст солістів звучить приблизно так: Ганна поспішала на важливу зустріч, проте її планам не судилося збутися. Вона зіткнулася з автомобілем Олексія Романоф. Поки артисти чекали співробітників ДАІ, вони прийняли спільне рішення створити поп-групу.

У моєму житті вже була «Амега» і спроба сольного проекту. Мої пісні виконували багато відомих артистів. Не було тільки однозначності в особистому самовизначенні… А тут удар ззаду і з'являється Аня, яка говорить: «Ти мені потрібен!»… …Назва «Вінтаж» теж прийшла не відразу. І хто знає, як склалася б доля групи, якби обставини не вплинули на вибір імені для нового проекту, адже серед варіантів були і «Мрійники», і «Челсі»… Але одного разу Аня зателефонувала Олексію зі словами: "Адже ми з тобою вже люди з історією! Вінтаж, розумієш ?! Витримані, але не стримані…"— Історія групи на офіційному сайті колективу

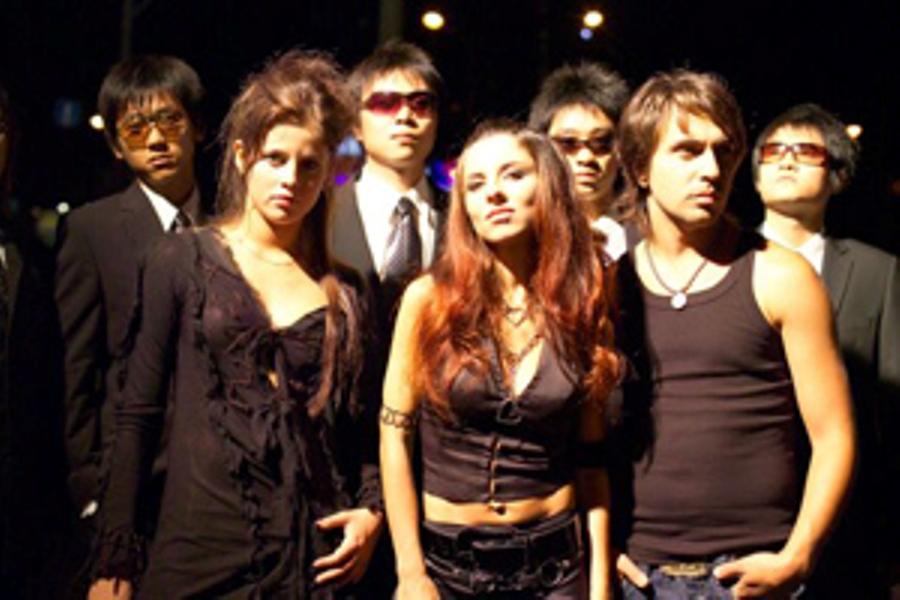
Група на зйомках кліпу «Mama mia»

За словами Олексія Романоф, після зустрічі з Плетньовою група півроку працювала в студії, намагаючись знайти власне звучання: «Ми реально закрилися в студії. Півроку просиділи в пошуках звуку. Ми не розуміли. Ми тоді, як сліпі кошенята, були. Зараз, звичайно, круто про це згадувати. Ми тоді творили нашу власну нову історію, яка ніякого відношення не мала до попередніх проектів». Спочатку було прийнято рішення назвати колектив «Челсі», проте потім було вибрано назву «Вінтаж». Олексій розповідав, що група тоді подала запит в лондонську адвокатську контору, яка володіє брендом «Челсі», але через деякий час побачили по телевізору, як Сергій Архипов вручив диплом з аналогічною назвою групі з «Фабрики зірок». Ганна Плетньова також розповідала в інтерв'ю: «Ми навіть вели переговори з англійською компанією звукозапису з цього приводу. Вони розглядали нашу пропозицію. Але потім стався конфуз. Керівник відомої медіагрупи, отримавши права на ім'я, подарував диплом з назвою „Челсі“ нині відомій групі „Челсі“, випускникам „Фабрики зірок“».
31 серпня 2006 року було оголошено про офіційне створення групи і її назву. Також повідомлялося, що колектив знімає кліп на перший сингл «Mama mia», і що готові дві третини дебютного альбому групи, запис якого відбувався на студії Євгена Куріцина. Пізніше був випущений другий сингл гурту — пісня «Целься», яка піднялася до 18-го рядка російського радіочарті.

### 2007—2008: альбом «Криминальная любовь» і сингл «Плохая девочка»

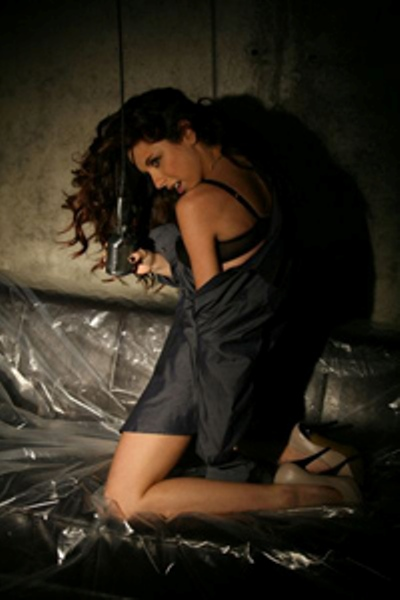
Ганна Плетньова на зйомках кліпу «Всего хорошего»

Наприкінці серпня 2007 року група приступила до зйомок кліпу на пісню «Всего хорошего». Сингл з'явився в ефірі радіостанцій у вересні і досяг 14-ї позиції в чарті. У серпні і вересні група провела невеликий промотур по Москві і Підмосков'ю, в ході якого дала кілька концертів в клубах, а також виступила на пляжній вечірці, влаштованій радіостанцією «Європа плюс».
22 листопада вийшов перший альбом колективу «Криминальная любовь». Презентація диску відбулася 27 листопада в Москві, в клубі «Opera». Тираж диску було розпродано повністю, і в результаті альбом зайняв 13-е місце в каталозі Sony Music продажу за 2005—2009 роки. За словами Олексія Романоф було продано 100 тисяч примірників альбому. У жовтні «Вінтаж» вирушає в промотур на підтримку альбому, було дано кілька концертів у московських клубах, а також пройшла телевізійна зйомка-виступ у Києві, на українській «Фабриці Зірок».
7 квітня 2008 року проходили зйомки кліпу на нову пісню гурту «Плохая девочка», заспівану дуетом з актрисою Оленою Коріковою. 19 квітня кліп з'явився на музичних каналах Росії, а 21 квітня пройшла презентація кліпу в клубі «The Most». 12 червня сингл зайняв 3-тє місце в TopHit 100 — єдиному офіційному російському радіочарті, пісня стає найуспішнішим синглом групи. Пізніше «Плохая девочка» займає перше місце, протримавшись на ньому 2 тижні. Кліп на пісню починають активно крутити і по телебаченню, і в підсумку став зростати рейтинг групи.
29 серпня група презентує нову пісню «Одиночество любви» на своєму офіційному блозі. 1 вересня пісня потрапляє в радіоротацію. 26 вересня відбулася презентація кліпу, ролі в якому виконували друзі поп-групи, такі як відома травесті-діва Заза Наполі і радіоведучий Діма Гаранжин. Пісня стає другим успіхом колективу, діставшись до першої позиції в чарті і протримавшись на ній два тижні.
У жовтні в складі групи відбулися зміни. Йде учасниця колективу Мія, і на її місце приходить Світлана Іванова. Також перевидається альбом «Криминальная любовь» з новим треком «Плохая девочка». 29 жовтня група виграла у спеціальній номінації «Секс» на MTV Russia Music Awards 2008, успіх викликаний завдяки сексуально-відвертого кліпу на пісню «Плохая девочка», який став одним з найбільш ротованих на російських музичних каналах в 2008 році.

### 2009: альбомSEX
У лютому 2009 року група вирушає в гастрольний тур, відвідавши такі міста, як Москва, Ульяновськ, Рига, Мінськ, Самара та Калінінград. 15 березня група презентує новий кліп на пісню «Ева». Сингл «Ева» був присвячений співачці Єви Польна з групи «Гості з майбутнього», а в самій пісні використаний семпл з пісні «Беги от меня» цієї групи. Олексій Романоф говорив, що натхненням для створення композиції стала пісня Мадонни «Hung Up», заснована на семпл з пісні групи ABBA. «Я був шалено натхненний роботою Мадонни… …Вона змусила мене задуматися про те, чи є в Росії пісні, на основі яких можна було б створювати новітні твори, які змогли б сколихнути старі емоції, і дати нові», — стверджував музикант. У журналі «Афіша», описуючи пісню «Тікай від мене» як «геніальну пісню про нелюбов, з відточеним звуком», зазначали: «Характерно, що чи не найбільш вдала російська поп-пісня 2000-х — „Ева“ групи „Вінтаж“ — цілком побудована на діалозі з першим хітом „Гостей з майбутнього“». Сингл став найуспішнішим за весь час існування групи, очолюючи російський радіочарт 9 тижнів. Композиція також стала найбільш ротованою російськомовною піснею за 2009 рік. «Ева» була номінована на незалежну музичну премію Артемія Троїцького «Степовий вовк 2010», у категорії «пісня», поряд з роботами Noize MC", «СБПЧ» і Севари Назархан, а також стала номінантом премії Муз—ТВ 2010", у категорії «найкраща пісня». Група представила широкій публіці пісню 14 лютого в Москві, в рамках проведення концерту Big Love Show.
27 березня «Вінтаж» отримав звання «Fashion-групи року» на щорічній премії " World Fashion Awards. У квітні група вирушає на гастролі в Німеччину, відвідавши 9 міст. У травні-червні проходить гастрольний тур по Росії. Група відвідала багато міст.
31 серпня 2009 року вийшов четвертий сингл з майбутнього альбому — «Девочки-лунатики». Пісня має соціальний підтекст, а відео стало одним з найскандальніших для групи. Пісня дісталася до 14-ї сходинки в російському радіочарті, перервавши низку синглів № 1.

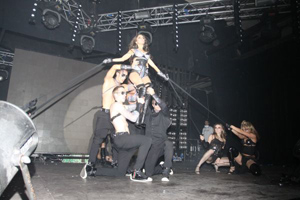
Ганна Плетньова. Презентація альбому SEX, 2009 рік.

Робота над другим студійним альбомом групи була практично закінчена в березні 2009 року. Олексій Романоф розповідав в інтерв'ю, що до платівки будуть включені запозичення з класичної музики, а починатися альбом буде увертюрою з опери «Євгеній Онєгін» П. І. Чайковського. Також учасник колективу розповів про те, що група припинила відносини з менеджером Sony Music. «Дата виходу [альбому] буде залежати від рекорд-мейджорів. Та компанія, що займалася випуском нашого першого альбому, нас не влаштовує… …Ми не хочемо повторення тієї ситуації, що склалася з першим альбомом, який випускала компанія Sony BMG. Вони надрукували сто тисяч примірників, продали їх — і все. Через це купити його сьогодні не можна», — пояснював Олексій. Тому було підписано контракт із лейблом Gala Records. 1 жовтня вийшов другий альбом групи, SEX. Незважаючи на успіх окремих пісень, новий альбом колективу не «вистрілив», дебютувавши на 12-му місці в російському чарті альбомів, що було для нього найвищою позицією в рейтингу.
Проте, Ганна Плетньова говорила в інтерв'ю, що залишилася задоволена результатом роботи над альбомом:

…Це якісна робота. До речі, нам постійно задають питання про його назву. Все дуже просто: секс — це музика, а музика — це секс. Ми записали 12 пісень — знамениті «Плохая девочка», «Одиночество любви», «Ева» і ще багато нових. А ось про успішність альбому слід судити нашим шанувальникам. Найважче в роботі над ним було вжитися в ролі персонажів пісень, відчути їх, щоб найбільш емоційно передати слухачам. Ми завжди хотіли, щоб слухачі нам вірили. Ми до сьомого поту вживались. І сподіваємося, що не дарма.
— Ганна Плетньова

.
25 листопада в радіоротацію надійшов п'ятий сингл з альбому — пісня «Victoria».

### 2010—2011: альбом „Анечка“
У 2010 році сингл „Victoria“ добирається до першої строчки російського радіочарту. Завдяки йому „Вінтаж“ стають одними з небагатьох артистів, чиї пісні очолили радіочарт більше трьох разів. Також це одна з небагатьох пісень у Росії, яка домоглася успіху з live-кліпом і без його „гарячої“ ротації.
16 квітня в прямому ефірі Love Radio була представлена нова музична композиція - "Микки", присвячена Майклу Джексону.
 Багато хто думає, що це якась дитяча пісенька. Це не так. "Микки" - складна пісня, якщо вслухатися в неї, то ви зрозумієте, що вона заспівана про самотність, про те, що поп-індустрія перетворює людей на мультики. Яскравий тому приклад - Майкл Джексон, чого він тільки не робив заради піару. Від зміни кольору шкіри до пишних похоронів...— Ганна Плетньова
Група зняла дві версії відеокліпів на цю композицію — російськомовну та англомовну. Презентація кліпу пройшла при повному аншлагу в московському клубі „Ленінград“. Незважаючи на те, що пісні не вдалося досягти успіху попередніх треків, кліп на неї був популярний в інтернеті і став одним з найбільш обговорюваних. В англомовній версії кліп запустили на музичних каналах в східно-європейських країнах, де став більш популярним, ніж у Росії. У червні група стала номінантом у кількох категоріях на премії Муз-ТБ 2010 року: „Найкраща група“, „Найкращий альбом“ (SEX) і „Найкраща пісня“ („Єва“), але в результаті не отримала жодної нагороди, хоча критики прогнозували перемогу групи у всіх номінаціях. У серпні група виступила на міжнародному музичному фестивалі „Місце зустрічі: широта 54“, що проходив у Рязанській області.
13 вересня на радіостанціях виходить новий сингл — «Роман», який через 6 тижнів після прем'єри піднімається на третю сходинку в радіочарті; також на пісню знімається відеокліп. Зйомки проходили в московському клубі «Soho Rooms» протягом 18 годин без перерви. Спочатку пісня повинна була бути виконана тріо, з двома відомими співачками, але пізніше група відкинула цю ідею.
У 2010 році група виступає на таких інтернаціональних преміях і концертах як «Пісня року» і «Премія Муз-ТВ», а також у 20-ці кращих пісень 2010 року за версією популярної програми «Прожекторперісхілтон». Група також вперше виступає на білоруському телебаченні, в концерті «Білорусь відкрита світу». «Вінтаж» зайняли восьму сходинку в користувальницькому голосуванні на сайті NewsMusic.ru у категорії «Найкраща група 2010 року», набравши 3119 голосів.
У січні з'явилася інформація, що група збирається випустити третій студійний альбом «Анечка» в серпні 2011 року, а 15 жовтня планує виступити в Москві з великим сольним концертом-презентацією диску «Історія поганої дівчинки». 18 лютого 2011 року група випустила черговий сингл «Мама-Америка». 22 березня група була заявлена в числі номінантів на премію Муз-ТВ 2011 у категорії «Найкраща поп-група». 15 серпня 2011 року група представила кліп на пісню «Мальчик», де зняла своїх фанатів.

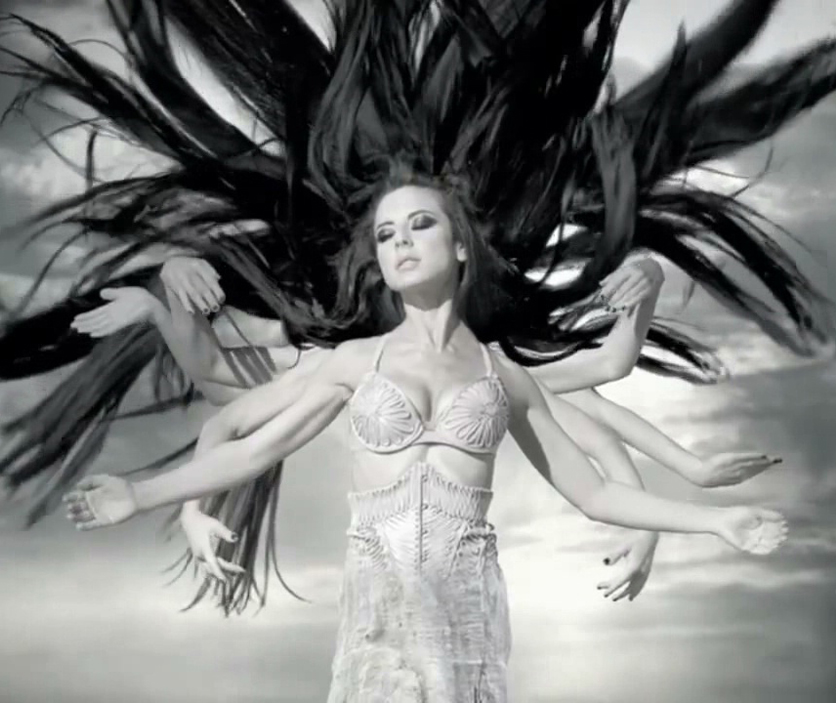
Кадр з кліпу «Деревья».

21 серпня на п'ятиріччя групи і день народження солістки була випущена композиція «Деревья». Наприкінці серпня на пісню був знятий кліп, однак, 22 вересня стало відомо, що реліз кліпу відкладається через те, що його піддали цензурі. Як було заявлено, чиновники хотіли заборонити кліп через те, що в тизері відео Ганна Плетньова «в терновому вінку зі схваленням спостерігає за актами злягання» і це «травмує свідомість підростаючого покоління». У відповідь солістка групи говорила: «Ми всього лише хотіли сказати, що головне на Землі — це любов. Вона пробуджує в наших душах усе найкраще і не дає людству погубити себе. Але, на жаль, знайшлися люди, які розгледіли в цьому пособництво тоталітарним сектам. Цензура завжди мислить стереотипами. Запевняю вас, ми далекі від ілюмінатів і всесвітніх змов». 26 серпня було повідомлено про те, що через заборону відео, пісня була знята з ротації на радіо. У прес-службі групи повідомили, що «з ротації пісню „Деревья“ довелося зняти, тому що без кліпу вона сприймається по-іншому». 14 вересня Олексій Романоф прокоментував ситуацію, сказавши, що «Деревья» відкладаються, з не залежних від нас причин. Думаю, якщо все складеться добре, то це буде лютий 2012". Також він додав, що новим синглом повинна стати пісня «Стерео». Однак, після релізу відеокліпу, композиція була випущена в ротацію 10 жовтня 2011 року. Наприкінці вересня і початку жовтня відбувся реліз як цифровий, так і CD-версії нового альбому, а 9 жовтня відбулася автограф-сесія групи в Москві, приурочена до релізу.
Наприкінці грудня 2011 року журнал «Афіша» опублікував свій редакційний список найбільш яскравих і пам'ятних російських поп-хітів за останні 20 років, в який була включена пісня «Ева». За підсумками голосування премії «ZD Awards 2011», група перемогла в одній із заявлених номінацій (також вони були номіновані в категорії «Поп-проект»). «Вінтаж» перемогли в номінації «Група року».

### 2012: альбомVery Dance
17 лютого 2012 року група випустила новий сингл «Москва», записаний з DJ Smash. Дует став першою представленою роботою з нового проекту, під назвою «Винтаж Very Dance». Олексій Романоф розповідав, що не збирається писати власних пісень для цього альбому; до нього увійдуть композиції запрошених діджеїв та інших молодих авторів. «Можна назвати це експериментом, можна — заграванням з клубною публікою. Я навіть не буду сперечатися з таким визначенням. Не секрет, що більшість концертів зараз корпоративні, але ми сподіваємося, що з цим проектом станемо ближче до народу, хоча б до клабберів», — говорив музикант. Крім поданої пісні, були заявлені дуети з Ромою Кенга і DJ Groove.
За словами Ганни Плетньової, співпраця з DJ Smash почалося після того, як її клон в Twitter домовився про випуск спільного треку.
Мені дзвонить Smash, каже: «Ну чого, коли все буде-то? <…> Ми ж всі вже записуємо пісню, ми вже домовилися». Ось, довелося писати пісню. — Анна Плетньова, програма Hot Secrets з Аліною Артц

Кілька пісень колективу увійшла до саундтреку до телесеріалу «Короткий курс щасливНайкго життя», що вийшов в ефірі Першого каналу. 26 березня стало відомо, що «Вінтаж» номіновані в трьох категоріях — «Найкраща поп-група», «Найкращий альбом» («Анечка») і «Найкраще відео» («Деревья»), — на премії Муз-ТВ 2012. 1 червня стало відомо, що група «Вінтаж» перемогла в номінації «Найкраща поп-група». У травні колектив випустив новий сингл «Нанана», спродюсований діджеєм Bobina.
У вересні Ганна Плетньова виконала пісню «Опусти меня» спільно з групою «Достукатися до небес», яка стала дебютним синглом колективу. «Вінтаж» виступили продюсерами групи, учасник якої — Отто Нотман — раніше написав для них пісню «Москва». 29 вересня відбулася «Друга музична премія телеканалу RU.TV», де «Вінтаж» були представлені у трьох номінаціях — «Найкраща група», «Найкращий танцювальний трек» і «Найкращий відеокліп». «Вінтаж» здобули перемогу у номінації «Найкращий відеокліп» за пісню «Деревья». Наприкінці жовтня був представлений відеокліп на новий сингл «Танцюй востаннє», записаний спільно з Ромою Кенга. 4 листопада в ефірі «Love Radio» був представлений новий сингл «Свежая вода», записаний спільно з ChingKong, кліп на який вийшов 21 грудня 2012 року. На премії ZD Awards 2012 «Вінтаж» другий рік поспіль отримали нагороду в номінації «Група року»: «у своєму жанрі Ганна Плетньова і Ко досягли віртуозного досконалості, не розгубивши ні куражу, ні хітовості, ні прагнення до новизни і живому креативу», — відзначали успіх колективу в «Московському комсомольці».
12 квітня 2013 року був випущений четвертий студійний альбом групи — Very Dance. 25 травня в концертному залі «Crocus City Hall» відбулася третя церемонія нагородження щорічної національної телевізійної російської музичної премією телеканалу RU.TV, на якій група «Вінтаж» перемогла в номінації «Найкраща група». 7 червня в СК «Олімпійський» відбулася церемонія нагородження XI щорічної телевізійної премії МУЗ-ТВ 2013, в якій група перемогла в номінації «Найкраще відео» за кліп на пісню «Москва» (разом з DJ Smash).

### 2013—2015: альбомDecamerone
17 квітня 2013 року вийшов сингл «Знак Водолея» із запланованого, п'ятого альбому — Decamerone. 22 квітня відбулися зйомки кліпу на цю пісню, режисером якого став Сергій Ткаченко, а його прем'єра відбулася 21 травня на інтернет відео-каналі ELLO". 7 жовтня в офіційній групі «Вінтаж» в соціальній мережі «ВКонтакті» була представлена нова пісня під назвою «Три желания», авторами якої стали Антон Кох і Олексій Романоф. 17 вересня проходили зйомки на цю пісню, режисером став український кліпмейкер Сергій Ткаченко. Прем'єра кліпу «Три желания» відбулася 15 листопада на каналі Ello. 16 березня 2014 року в інтернет-магазині iTunes відбувся реліз двох збірок групи — «Микки. Альтернатива» і Light. На диску Light зібрані повільні, мелодійні композиції. Серед цих пісень є відомі треки «Свежая вода» і «Ева» в повільних версіях, а також нова композиція «30 секунд». Пісня була написана Олександром Ковальовим, аранжування для пісні зробили Олексій Романоф і Tim Rocks. Друга збірка, «Микки. Альтернатива», включає в себе треки, які не отримали широкої ротації на радіостанціях. 21 квітня 2014 року в офіційній групі «ВКонтакте» був представлений третій сингл групи з майбутнього альбому Decamerone — «Когда рядом ты». Пісня була написана Олександром Ковальовим та Антоном Кохом, аранжування для пісні зробив Олексій Романоф. 31 травня 2014 року відбулася четверта музична Премія телеканалу RU.TV, де «Вінтаж» перемогли у номінації «Найкращий танцювальний кліп» («Знак Водолея»). 22 липня 2014 року відбувся цифровий реліз п'ятого студійного альбому групи, Decamerone, в iTunes. В перший же день після релізу Decamerone зайняв 1-е місце по продажах в чарті Топ-альбоми" iTunes і Google Play. 8 листопада 2014 року альбом вийшов на компакт-дисках. За даними порталу «tophit.ru», «Вінтаж» є найбільш ротованою російськомовною групою за останні 10 років, у згальній сумі в групи понад 5 млн ротацій на радіостанціях Росії і СНД. 19 листопада відбулася друга «Реальна премія MUSIC BOX» 2014, група була представлена в номінаціях «Найкраща група» і «Найкращий альбом» (Decamerone), «Вінтаж» перемогли в номінації «Найкраща група».
Наприкінці січня 2015 року Олексій Романоф опублікував фотографію зі списком пісень до підготовлюваного альбому Veni Vidi Vici, містить 13 песень; одна з пісень, «Дыши», була представлена лейблом групи Velvet Music 23 січня в соціальній мережі «ВКонтакте». 10 березня відбулася прем'єра кліпу на композицію «Дыши». 10 червня стало відомо, що група здобула перемогу на премії «Fashion People Awards» в номінації «Fashion-група». 21 серпня відбулася прем'єра нового синглу «Я верю в любовь», пісня була записана спільно з DJ M. E. G.. У перший же день релізу сингл потрапив на 2-е місце в iTunes Russia. 8 жовтня відбувся реліз збірки «Винтаж. LIVE 1.0», приурочений до 10-річчя групи, де були зібрані кращі живі виступи з головними хітами і новим синглом «Я верю в любовь». 7 листопада відбулася прем'єра відеокліпу на сингл «Я верю в любовь», режисером якого став Данило Зотов. 9 листопада на каналі ELLO" відбулася прем'єра спільного кліпу «Вінтаж» і DJ Smash «Город, где сбываются мечты». 12 січня 2016 року був випущений трек «Сны», що став саундтреком до однойменного серіалу на телеканалі ТВ-3. 13 січня на каналі Velvet Music в YouTube був випущений кліп на цю пісню. Режисером кліпу виступив Андрій Тельминов. 26 лютого 2016 року в iTunes Russia відбулася прем'єра синглу «Немного рекламы», авторами якого виступили Олексій Романоф, Олександр Сахаров і Антон Кох. 28 червня на каналі лейблу Velvet Music відбулася прем'єра відеокліпу, режисером виступив Костянтин Богомолов.

### 2016—2017: після уходу Ганни Плетньової
21 серпня 2016 року Ганна Плетньова представила перший сольний сингл «Сильная девочка» і заявила про намір почати сольну кар'єру. Композиція була написана Олексієм Романоф, режисером кліпу виступив Сергій Ткаченко. Незабаром Олексій Романоф повідомив про підготовку кастингу нових солістів групи, з 30 серпня 2016 року в соціальній мережі «ВКонтакте» кастинг офіційно стартував.
За результатами кастингу, новими вокалістками групи стали Ганна Корнільєва, Анастасія Козаку, Анастасія Крескіна і Женя Полікарпова.
18 листопада відбулася прем'єра нового синглу в оновленому складі — «Кто хочет стать королевой». Менш, ніж за добу сингл зумів потрапити до ТОП-3 iTunes Russia. 21 листопада відбулися зйомки відеокліпу «Кто хочет стать королевой», зрежисованого Сергієм Ткаченком. У відеоряді також взяли участь Ганна Плетньова та Олексій Романоф. 21 грудня відбулася офіційна прем'єра дебютної відеороботи оновленого колективу.
Після концерту групи, що пройшов 29 липня 2017 року в Обнінську, в ЗМІ з'явилася інформація про розпуск групи, заснована на інформації з соціальних мереж, зокрема, на повідомленні Олексія Романоф в Instagram. Згодом повідомлення було видалено.

### з 2018: возз'єднання групи в старому складі. Альбом «Навсегда»
16 січня 2018 року з'явилася інформація про можливе возз'єднання групи в старому складі після річної перерви. Про це повідомила Лоліта Мілявська під час трансляції в своєму Instagram.
21 січня 2018 року було опубліковано інтерв'ю з Ганною Корнільєвою, в якому вона повідомила про закриття проекту «Вінтаж» його продюсерами.
19 липня 2018 року Олексій Романоф розмістив у своєму аккаунті в Instagram повідомлення про возз'єднання з групою «Вінтаж». Він зазначив, що готує до випуску новий альбом колективу під назвою «Вавилон», завершити роботу над яким планується восени цього ж року.
1 листопада 2018 року колектив возз'єднався на один день в рамках великого сольного концерту Ганни Плетньової в первісному складі. Після концерту Олексій та Ганна дали інтерв'ю журналу «CETRE'», в якому підтвердили возз'єднання групи і реліз альбому «Вавилон», прем'єра якого була перенесена з осені на весну 2019 року.
8 грудня 2018 року група повторно возз'єдналася в рамках концерту з шоу-програмою «Сильная девочка» в Казані, але як і раніше під ім'ям «Ганна Плетньова „Вінтаж“». Подібним чином колектив почав невеликий концертний тур по містах Росії.
13 грудня 2018 року Ганна Плетньова дала інтерв'ю програмі «#RUTalk» на каналі RU.TV. В інтерв'ю Ганна повідомила про продовження запису нового студійного альбому групи «Вінтаж» «Вавилон». Ганна уточнила, що альбом буде включати 13 треків, два з яких вже повністю записані. Одна з готових композицій, які плануються в альбомі, носить назву «Время».
1 листопада 2019 року в інтерв'ю на радіо «Світ» Анна Плетньова повідомила що скоро вони разом з Олексієм Романовим випустять два альбоми, один для Ані, що отримав назву «Синематик», інший для групи «Вінтаж», що має на даний момент назву «Навсегда», однак воно може бути змінене до моменту релізу альбому.. Трохи пізніше Аня у своєму Інстаграмі повідомила, що її новий сингл «Преступление и Наказание» увійде до нового альбому гурту «Вінтаж», а також опублікувала плейлист свого сольного альбому.
А трохи пізніше Аня опублікувала можливий плейлист нового альбому «Навсегда».
14 квітня 2020 року вийшов новий альбом групи «Вінтаж» який включає в себе дев'ять треків в тому числі і сольну пісню Ані «Преступление и Наказание». Новий альбом групи очолив «iTunes» Росії і Латвії. Крім цього, платівці вдалося потрапити на 367 місце альбомного відділення Великої Британії за добу.

## Музичний вплив, артистизм і тематика творчості
Група утворилася як дует, де кожен учасник виконував свою роль. Ганна відповідала за вокал, Олексій — за музику. Пізніше до них приєдналася співачка Мія, яку згодом замінила Світлана Іванова. Олексій Романоф раніше співав у групі «Амега», а пізніше почав сольну кар'єру під керівництвом Юрія Усачова, але його кар'єра не вдалася. Музикант повернувся в групу, і був виданий сингл «Убегаю», який отримав певну популярність, але незабаром Олексій відмовився від спроб реанімувати колектив: «Пісня „Убегаю“ вже почала штурмувати радіочарти, насувався новий вибух популярності, і все начебто йшло за планом… Але Олексій не бачив себе в сольному проекті. Він прийшов до висновку, що неможливо чимось займатися, якщо в кінцевому підсумку від тебе нічого не залежить». Він також зазначав, що у нього не виходить виконувати власні композиції: «Мене дуже важко змусити співати. Я більше люблю працювати в студії, писати пісні. Виходити на сцену для мене теж — пристрасть, але менша. Свої пісні у мене співати не виходить, я дуже добре співаю пісні Андрія Грозного, композитора і продюсера групи „А-мега“. Мені здається, він взагалі найкращий композитор для мене».
Ганна Плетньова, виступаючи в групі «Ліцей», змогла в той час усунути «монопольне право Олексія Макаревича на створення пісень групи і принесла в дівочий колектив власний матеріал», ставши не просто вокалісткою, але і автором пісень. Зазначалося, що Ганна хотіла стати не просто «дівчинкою з гітарою з групи „Ліцей“», а потребувала самореалізації і хотіла стати повноцінною артисткою.
Світлана Іванова є професійним танцюристом, виступаючи на сцені з 11 років. Вона раніше брала участь у роботі з іншими артистами, але тільки в ролі «підтанцьовки», і, за її твердженнями, робота в групі є для неї особливо цінною, так як тут вона «несе свою роль».
Створивши групу, її учасники прагнули донести нову концепцію своєї творчості, де повинні були переплітатися вокал, музика, пластика і театр. Висловлюючи свою незалежність, група сама вибирала, які пісні слід видати у вигляді синглів. Також і щодо композиції «Целься», яка була обрана всупереч думці випускаючого лейбла групи, який хотів сингл як більш «легку» пісню. В основу кліпу на композицію була покладена трагедія на Чорнобильській АЕС, і він знімався на одній з недобудованих атомних електростанцій під Мінськом: «Перебуваючи всередині цієї покинутої станції, виникає дивне відчуття, ніби все навколо несправжнє, неживе. Але наш кліп, як і сама пісня „Целься“ — про неіснуюче життя в неіснуючому місті».
На думку сайту Zvuki.ru з випуском першого студійного альбому група «зайняла на вітчизняній поп-сцені давно вакантне місце епатажних естетів, яких, разом з тим, абсолютно не соромно слухати». Яків Золотов з Dreamiech зазначав, що кожна пісня альбому була пронизана світлим сумом і надією, а основою його стала тема кохання. «У словах більше немає сенсу, слова втратили свою силу. Ми замінили слова жестами, а розмови — танцем…» — такими рядками відкривався альбом. «Плетньова постала тут не зіркової істеричкою, а в першу чергу дуже гарною співачкою… Що стосується мелодиста, то в цій ролі раптово яскраво розкрився Олексій Романоф», — зазначав Олексій Мажаев з InterMedia, описуючи альбом. Група на альбомі працювала з саунд-продюсером Євгеном Куріциним, завдяки якому «проект сумнівною виразності за рік перетворився у модно-актуальний поп-продукт».

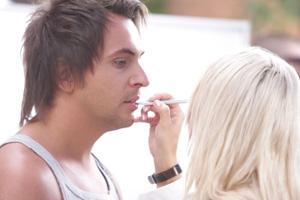
Олексій Романоф. Зйомки кліпу на пісню «Одиночество любви».

У 2008 році група вперше співпрацювала зі стороннім артистом, — Оленою Коріковою, записавши з нею дует «Плохая девочк». За словами учасників групи, пісню спочатку пропонували заспівати різних співачкам, в тому числі Анні Сєдоковій та Вірі Брежнєвій, а також фігуристці Тетяні Навці, але тільки Олена Корікова відразу погодилася виконати її. Під час роботи над композицією і зйомками кліпу Ганна Плетньова, за її зізнанням, відчувала почуття, схоже з роздвоєнням особистості: «Я страждаю якимсь роздвоєнням особистості, тому що та дівчинка Аня, яка приходить додому, і та дівчинка Аня, яка працює на сцені, — це дві різні людини, плюс до всього я викладаю академічний вокал в Державній класичній академії імені Маймоніда… Втім, я думаю, кліп не можна сприймати серйозно, бо це лише своєрідний жарт над тим, що відбувається в світі, де править усім жіноча груди і попа».
 
В такій композиції колективу «Одиночество любви» була піднята тема того, що сучасні люди часом не вміють любити. Композиція «Ева», з одного боку, присвячена Єві Польній і відображає тему лесбійських відносин, а з іншого, учасники колективу вкладають у неї додатковий сенс: «„Єва“ — це не просто любов жінки до жінки, а спроба поставити себе на місце людини, який змушений все життя страждати від неподілених почуттів до свого кумира. Всі артисти отримують визнання в любові, але мало хто усвідомлює свою відповідальність за спричинені ним почуття».

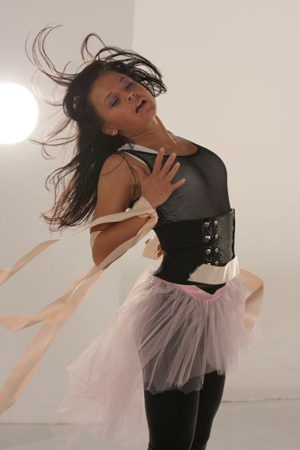
Світлана Іванова.

За визнанням Олексія Романоф, великий вплив на творчість колективу надали музичні твори Майкла Джексона і Мадонни. Пісню «Микки» група присвятила Майклу Джексону, а кліп на композицію «Роман» став відсиланням до кліпу Мадонни «Vogue». Прообразами героїні кліпу стали Одрі Хепберн і Софі Лорен. «Вінтаж» також високо оцінили творчість «Гостей з майбутнього» і використовували семпл пісні «Беги от меня» у своїй композиції «Ева».
Група і сама зробила певний вплив на інших артистів: Рома Кенга і група «Точка G» назвали «Вінтаж» своєю улюбленою групою, а співачка Нюша визнала «Вінтаж» якісним поп-проектом, сказавши, що кожна їхня пісня абсолютний хіт.

## Музичний стиль
Основою музичної творчості групи став стиль євро-поп, хоча спочатку повідомлялося, що дебютний альбом буде виконаний в стилі поп-року. Олексій Мажаєв описав стиль групи, на першому етапі її роботи, як щось середнє між «Гостями з майбутнього» (тільки більш комерційно орієнтованими) і t.A. T. u. (без патентованій провокативності останніх)". Дебютний альбом групи містив запозичення з різних стилів музики і використання різних інструментів та звуків: індійські мотиви в «Gomenasai», танцювальний, розкотистий бас у «9 1⁄2 недель II», стрибає на октаву бас у «Mama Mia», скрипки у «Всього доброго», гаражний фуз, біти в дусі Enigma і чимала кількість «побутових» семплів. У плані лірики на сайті «Best-woman.ru», відзначали, що відмінною рисою пісень групи була наявність сенсу в піснях і що цим вони «нагадують Pet Shop Boys, які нанизують на диско-мелодії глибокі й іронічні за змістом слова».
Другий альбом групи значно розширив стилістичне спрямування творчості групи. Окрім євро-попу, в альбомі з'являються запозичення з тріп-хопу, електроніки, данс-попа. В альбомі також були використані запозичення з класичних творів, таких як фрагмент сонатини Муціо Клементі, фрагмент увертюри до опери «Євгеній Онєгін» Петра Чайковського, фрагмент баварської народної пісні. Пісня «Одиночество любви» за стилем належить до психоделічного попу, з етнікою і танцювальними акцентами. У вступі композиції також записана інтерлюдія в східному стилі, виконана під акомпанемент гітари, де «в якій Олексій Романоф демонструє відмінні вокальні дані». Олексій Романоф досить часто самостійно виконує бек-вокал у піснях групи, а у першому альбомі його наспіви були стилізовані під трек Мадонни «Isaac».

## Критика

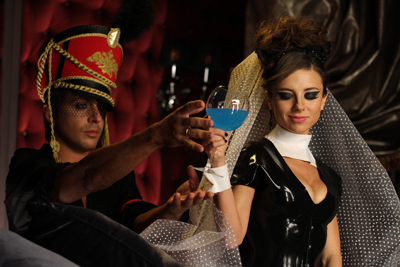
Олексій Романоф і Ганна Плетньова. Зйомки кліпу «Роман».

З виданням дебютного альбому група привернула до себе увагу музичних критиків. Олексій Мажаєв з InterMedia писав, що спочатку він відчував негативне ставлення до групи, коли до нього потрапив демо-диск: «„Вінтаж“ здався однією з десятків безглуздих поп-груп, не відрізниш одна від іншої та існують тільки завдяки Фінансуванню». Однак він змінив свою думку, прослухавши альбом групи. «Ми не будемо тут передрікати „Вінтажу“ західний успіх, але на тлі типової вітчизняної естрадно-попсової жуйки з телевізора група виділяється значно, входячи до десятки (якщо не до п'ятірки) найкращих артистів цього жанру, яких слухати не соромно», — зазначав автор.
Борис Барабанов з газети «Коммерсантъ» зарахував групу до найкращих дебютів зими 2007—2008 років. Відзначивши деякі недоліки (зокрема, у вокалі Ганни Плетньової), критик писав, що «в цілому продукт виглядає не соромно, місцями зовсім по-дорослому. „Вінтаж“, всупереч існуючій думці, конкуренти не стільки співачці МакЅим, скільки дуету „Непара“, останнім часом яке монополізувало у нас на естраді пісні про пристрасті зрілих громадян».
На сайті Toppop.ru альбом був описаний змішано. Костянтин Кудряшов писав, що «альбом у своїй лютій банальності і комфортної усредненности прямо-таки божественно красивий і досконалий». Однак автор зазначав, що визнання групи відкриттям року було викликано лише зусиллям журналістів.

У Billboard пластинку описали змішано. Артур Малахов зазначав, що набирає обертів популярність групи, але висловив думку, що «це не вищий рівень, „Вінтажу“ не світять повні стадіони і західне визнання, проте все тут виконано настільки якісно, наскільки це прийнято в російській поп-індустрії». У Zvuki.ru писали, що група «видає євро-поп на високому, якісному європейському рівні» і що їх «якість запису пісень знаходиться на несподівано високому для вітчизняного шоу-бізнесу рівні».

## Публічний імідж

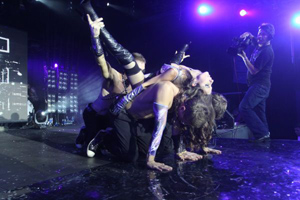
Ганна Плетньова на презентації альбому SEX, де її поведінку на сцені було названо «непристойною і часом навіть вульгарною».

З моменту свого заснування група представляла себе модною поп-групою, одночасно відзначаючи те, що її учасники є самостійними творчими одиницями, які ні від кого не залежать. «Просто ми зустрілися з Льошею і зрозуміли, що нам треба йти далі разом. У нас з'явилася купа якихось креативних та цікавих ідей, які потрібно було втілити в життя… наша група створювалася не штучно, як „Ліцей“. У нас з Олексієм все вийшло абсолютно природно. І це здорово», — розповідала Ганна. З випуском пісні «Плохая девочка» колектив став експлуатувати тему сексу і у своєму іміджі. Група з'являлася в епатажних нарядах і давала відверті інтерв'ю. Учасники колективу підтверджували свій сексуальний імідж і на концертах. «Всім своїм виступом Ганна виправдовувала назву нової платівки. І хореографія, і її рухи загалом були призначені, очевидно, для того, щоб привернути чоловічу частину аудиторії — вона безперервно хапала себе за матню, імітувала оргазми і взагалі вела себе вкрай непристойно і місцями навіть вульгарно», — писали в Intermedia.ru про концертіпрезентацію альбому SEX.
Сексуальні образи використовувалися і у відеокліпах групи. У кліпі на пісню «Дівочки-лунатики» Ганна Плетньова грала повію, а Світлана Іванова — танцівницю «гоу-гоу». При цьому група зазначала, що композиція не була поставлена в ефір деяких радіостанцій, через її неоднозначний зміст. Також група піддавалася і заборон на їх виступи. У 2008 році був заборонений концерт колективу в латвійському місті Огре. Офіційна причина була не названа, але Олексій Романоф порахував, що вона була політичною: «Особисто я вважаю, що музика повинна залишатися поза політикою. І мені дуже сумно від того, що сьогодні цивілізовані країни починають своїми руками зводити „залізні завіси“ і на догоду політикам ламати відносини між народами». Через якийсь час Ганну Плетньову стали називати секс-символом. Вона знімалася у відвертих фотосесіях для журналу Maxim і була на 5-му місці в списку найбажаніших дівчат Росії" за версією «Комсомольської правди».

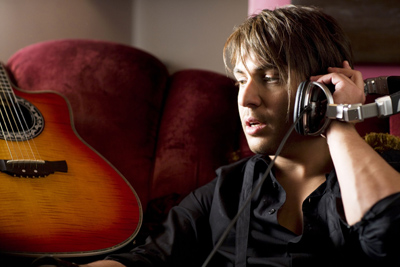
Олексій Романоф. Зйомки кліпу «Єва».

«Чарівна і сексапільна Ганна Плетньова не тільки володіє прекрасними вокальними даними, але і встигла стати багатодітною мамою — що може бути прекрасніше? Метросексуальний виконавець і автор більшості хітів групи Олексій Романоф їй до пари, а мовчазна Світлана Іванова доповнює їх своїм пластичним перекладом музики на мову танцю», — так описував групу Дамір Сагдієв у рецензії на другий альбом колективу. Сам Олексій говорив в інтерв'ю, що він не вважає себе секс-символом:
 Та ніякий я не секс-символ. Я не ходжу на тусовки і я замкнута та закрита людина. Більшість взагалі не знає, що я працюю в групі «Вінтаж» і мене це влаштовує. Я отримую задоволення від того, що можу піти в магазин і спокійно дві години вибирати продукти, не роздаючи при цьому автографи.— Олексій Романоф
З випуском кліпу на пісню «Микки» група трохи відійшла від свого сексуального іміджу, ставши використовувати у візуальній творчості образи масової культури. Зокрема, у кліпі був використаний образ Міккі Мауса. Розповідаючи про недовговічність популярності і присвятивши пісню Майклу Джексону, група пояснювала звернення до такого персонажу: «Це символ поп-культури. Міккі Маус — найвідповідніший герой, на прикладі якого можна розповісти всю правду про шоу-індустрію. До того ж сьогодні ти — „суперстар“, а завтра ти просто старий. Люди вважають можливим сказати навіть великому Майклу Джексону, що його шоу — це круто, але вже нікому не цікаво», — наголошувала Ганна Плетньова. У 2011 році образ групи був використаний в комп'ютерній онлайн-грі «Гаряча танцювальна вечірка», поряд з образами Єви Польна, груп CHILLI і «Uma2rmaH». Гра представляє «дискотеку за участю музикантів російської і зарубіжної естради».

## Громадська діяльність
Піднімаючи тему сексу у творчості, група проводить діяльність з підтримання демографії. «Від сексу з'являються діти, і це знають всі. Ми за те, щоб піднімати народжуваність у країні. І я вважаю, що ми зробили все для цього», — наголошувала Ганна Плетньова, а Олексій Романоф додавав (відповідаючи на звинувачення в тому, що їх музика популяризує секс серед підлітків): «нехай краще думають про секс, ніж про наркотики і алкоголь». Також учасники групи висловлювалися на підтримку ЛГБТ-спільноти. Романоф, відповідаючи на питання у виданні Best For про гомофобну політику московської влади, зазначив: «На мій погляд, це виключно політичне замовлення, який не має нічого спільного з громадською думкою. Такі дії повністю перекреслюють основи демократії, які створювалися останні 16 років після скасування 121-ї статті».
«Вінтаж» також є постійними учасниками благодійних заходів. У 2009 році вони брали участь у благодійному концерті «Ніч в ім'я дітей», влаштованому «Союзом благодійних організацій Росії», збори з якого пішли на допомогу дітям, хворим на онкологічні захворювання. У 2010 році колектив взяв участь у записі і зйомках кліпу на пісню «З новим роком!», яка стала частиною благодійної акції співака Іраклія Перцхалави на підтримку дітей з дитячих будинків.
Група також брала участь в акції співака Роми Кенги і благодійного фонду «Подаруй життя». Група представила свою пісню «Роман» для спеціального збірки, всі кошти від продажу якого пішли у благодійний фонд, заснований Чулпан Хаматовою і Діною Корзун. У 2011 році група брала участь у благодійному аукціоні «Від серця до серця», що проводиться Муз-ТВ і «Молоток.ру». Всі кошти, зібрані від продажу на аукціоні, пішли на допомогу дітям із вродженими вадами серця. Учасники колективу також підтримують інтернет-портал допомоги бездомним тваринам Кубані.

## Склад

### Первинний колектив
| Період                         | Склад           | Склад               | Склад                  |
| ------------------------------ | --------------- | ------------------- | ---------------------- |
| Період                         | Фронтмен, вокал | Клавішні, бек-вокал | Танцівниця             |
| 2006-2007                      | Ганна Плетньова | Олексій Романоф     | Ольга «Мія» Березуцкая |
| 2008-2011                      | Ганна Плетньова | Олексій Романоф     | Світлана Іванова       |
| 2012 — 21 серпня 2016          | Ганна Плетньова | Олексій Романоф     |                        |
| 19 липня 2018 — теперішній час | Ганна Плетньова | Олексій Романоф     |                        |

### Оновлений колектив
| Період                          | Склад               | Склад            | Склад              | Склад            |
| ------------------------------- | ------------------- | ---------------- | ------------------ | ---------------- |
| 22 вересня 2016 — 29 липня 2017 | Євгенія Полікарпова | Ганна Корнільєва | Анастасія Крескіна | Анастасія Козаку |

| вокал | клавішні, бек-вокал | танцівниця |

## Дискографія

### Студійні альбоми
- Криминальная любовь (2007)
- SEX (2009)
- Анечка (2011)
- Very Dance (2013)
- Decamerone (2014)
- Навсегда (2020)

### Збірники
- Light (2014)
- Микки. Альтернатива (2014)
- LIVE 1.0 (2015)

### Міні-альбоми
- Быстрые движения (2021)